# Distretto di Yangming
Il distretto di Yangming (阳明区S, Yángmíng QūP) è un distretto della Cina, situato nella provincia di Heilongjiang e amministrato dalla prefettura di Mudanjiang.